# Massimiliano De Silvestro
Massimiliano De Silvestro (Montagnana, 6 ottobre 1971) è un ex calciatore italiano, di ruolo attaccante.

## Carriera
Cresciuto nelle giovanili del Milan, passa all'Hellas Verona in Serie B dove non collezionerà alcuna presenza. Ceduto al Pavia in Serie C1, dopo 2 gare è girato in prestito al Licata nella stessa categoria dove mette a segno i primi gol della carriera che non evitano la retrocessione dei siculi.
A fine stagione viene ceduto alla Salernitana. Con la maglia granata ottiene una promozione in serie B nel 1994 ed in totale collezionerà 129 gettoni di presenza e 17 reti. Nella serie cadetta realizza 5 marcature in 68 incontri. Nel 1997 passa ad un'altra campana, il Savoia di Torre Annunziata, con cui giocherà 14 gare mettendo a segno un gol. Con gli oplontini perde la finale play-off contro l'Ancona per l'accesso in Serie B.
Dal 1997 al 1999 gioca per il Brescello dove mette a segno 19 reti in 54 gare, stabilendo nel 1999 il suo record personale di reti con 10 gol. Dal 1999 al 2003 giocherà stabilmente in Serie C1 con Catania, SPAL e Fermana, tranne la parentesi del 2001 dove scende di categoria per giocare nella Sambenedettese.
Nel 2003 passa al Milazzo in Serie D mentre nel 2005 passa all'Union Quinto nell'Eccellenza veneta, ottenendo la promozione in Serie D e con cui chiuderà la carriera nel 2008 con 65 reti in 370 gare.

## Statistiche

### Presenze e reti nei club
| Stagione            | Squadra             | Campionato          | Campionato | Campionato | Coppe nazionali | Coppe nazionali | Coppe nazionali | Altre coppe | Altre coppe | Altre coppe | Totale | Totale |
| Stagione            | Squadra             | Comp                | Pres       | Reti       | Comp            | Pres            | Reti            | Comp        | Pres        | Reti        | Pres   | Reti   |
| ------------------- | ------------------- | ------------------- | ---------- | ---------- | --------------- | --------------- | --------------- | ----------- | ----------- | ----------- | ------ | ------ |
| 1990-1991           | Verona              | B                   | 0          | 0          |                 |                 |                 |             |             |             | 0      | 0      |
| 1991-1992           | Pavia               | C1                  | 2          | 0          |                 |                 |                 |             |             |             | 2      | 0      |
| 1991-1992           | Licata              | C1                  | 25         | 4          |                 |                 |                 |             |             |             | 25     | 4      |
| 1992-1993           | Salernitana         | C1                  | 30         | 5          |                 |                 |                 |             |             |             | 30     | 5      |
| 1993-1994           | Salernitana         | C1                  | 32         | 7          |                 |                 |                 |             |             |             | 32     | 7      |
| 1994-1995           | Salernitana         | B                   | 34         | 4          |                 |                 |                 |             |             |             | 34     | 4      |
| 1995-1996           | Salernitana         | B                   | 34         | 1          |                 |                 |                 |             |             |             | 34     | 1      |
| Totale Salernitana  | Totale Salernitana  | Totale Salernitana  | 132        | 17         |                 |                 |                 |             |             |             | 132    | 17     |
| 1996-1997           | Savoia              | C1                  | 14         | 1          |                 |                 |                 |             |             |             | 14     | 1      |
| 1997-1998           | Brescello           | C1                  | 23         | 9          |                 |                 |                 |             |             |             | 23     | 9      |
| 1998-1999           | Brescello           | C1                  | 31         | 10         |                 |                 |                 |             |             |             | 31     | 10     |
| Totale Brescello    | Totale Brescello    | Totale Brescello    | 54         | 19         |                 |                 |                 |             |             |             | 54     | 19     |
| 1999-2000           | Catania             | C1                  | 14         | 1          |                 |                 |                 |             |             |             | 14     | 1      |
| 1999-2000           | SPAL                | C1                  | 3          | 0          |                 |                 |                 |             |             |             | 3      | 0      |
| 2000-2001           | Catania             | C1                  | 3          | 0          |                 |                 |                 |             |             |             | 3      | 0      |
| Totale Catania      | Totale Catania      | Totale Catania      | 17         | 1          |                 |                 |                 |             |             |             | 17     | 1      |
| 2001-2002           | Sambenedettese      | C2                  | 21         | 0          |                 |                 |                 |             |             |             | 21     | 0      |
| 2002-2003           | Fermana             | C1                  | 16         | 1          |                 |                 |                 |             |             |             | 16     | 1      |
| 2003-2004           | Milazzo             | D                   | 5          | 0          |                 |                 |                 |             |             |             | 5      | 0      |
| 2005-2006           | Union Quinto        | Ecc.                | 20         | 7          |                 |                 |                 |             |             |             | 20     | 7      |
| 2006-2007           | Union Quinto        | D                   | 26         | 8          |                 |                 |                 |             |             |             | 26     | 8      |
| 2007-2008           | Union Quinto        | D                   | 29         | 7          |                 |                 |                 |             |             |             | 29     | 7      |
| Totale Union Quinto | Totale Union Quinto | Totale Union Quinto | 75         | 22         |                 |                 |                 |             |             |             | 75     | 22     |
| Totale carriera     | Totale carriera     | Totale carriera     | 364        | 65         |                 |                 |                 |             |             |             | 364    | 65     |

## Palmarès

### Club

#### Competizioni regionali
- Eccellenza: 1

Union Quinto: 2005-2006 (girone veneto)